# Vattengrönbulbyl
Vattengrönbulbyl (Phyllastrephus scandens) är en fågel i familjen bulbyler inom ordningen tättingar.

## Utseende och läte
Vattengrönbulbyl är en stor och relativt färgglad afrikansk bulbyl. Ryggen är rostbrun, undersidan beigefärgad, stjärten tegelröd, huvudet mestadels grått och strupen vit. Lätena avges ofta i kör, en serie med pladdriga toner eller en annan snabbare som liknar mycket träskgrönbulbylens läte.

## Utbredning och systematik
Vattengrönbulbyl delas upp i två underarter med följande utbredning:
- P. s. scandens – Senegal till norra Nigeria och norra Kamerun
- P. s. orientalis – Kamerun österut till södra Sydsudan och söderut till södra Republiken Kongo, västra och södra Demokratiska republiken Kongo samt allra västligaste Tanzania

Vissa placerar den som ensam art i släktet Pyrrhurus.

## Levnadssätt
Vattengrönbulbyl hittas i regnskog, sumpskog och galleriskog, som namnet avslöjar i mestadels blöta områden intill vatten. Den ses vanligen i små, ljudliga grupper.

## Status
Arten har ett stort utbredningsområde och beståndet anses stabilt. Internationella naturvårdsunionen IUCN listar den därför som livskraftig (LC).